# Les Clées
Les Clées es una comuna suiza situada en el distrito de Jura-Nord vaudois, en el cantón de Vaud. Tiene una población estimada, a fines de 2023, de 192 habitantes.
Se ubica a orillas del río Orbe, a medio camino entre Orbe y la frontera con Francia, sobre la carretera 9.

## Historia
El pueblo tiene su origen en la Edad Media, cuando era el centro de un importante señorío con castillo. Se conoce la existencia de la localidad desde 1134, en un documento del papa Inocencio II. En 1232, el duque Hugo IV de Borgoña entregó la localidad al conde Guillermo II de Ginebra. En la segunda mitad del siglo XIII pasó a pertenecer a la Casa de Saboya. La localidad entró en decadencia a partir de 1475, cuando el castillo fue destruido en la guerra de Borgoña.